# Rayburn (Pennsylvania)
Rayburn  è una township degli Stati Uniti d'America, nella contea di Armstrong nello Stato della Pennsylvania. Secondo il censimento del 2000 la popolazione è di 1.811 abitanti.

## Società

### Evoluzione demografica
La composizione etnica vede una prevalenza della razza bianca (99,06%), seguita quella afroamericana (0,33%), dati del 2000.
| township di Rayburn Popolazione |       |
| 2000                            | 1.811 |
| Stima al 01-07-07               | 1.733 |